# Сауту, Спенсер
Спенсер Сауту (англ. Spencer Sautu; 5 октября 1994) — замбийский футболист, полузащитник клуба «Грин Иглз» и сборной Замбии.

## Карьера

### Клубная карьера
Сауту начал профессиональную карьеру в «Форест Рейнджерс». В 2013 году полузащитник отметился 1 забитым мячом в чемпионате Замбии. По итогам сезона «Рейнджерс» покинули высший футбольный дивизион, и Спенсер принял решение перейти в «Грин Иглз». В 2014 году Сауту забил 3 мяча в чемпионате, а в следующем — 2.

### Карьера в сборной
Спенсер 25 октября 2014 года дебютировал в составе сборной Замбии в товарищеском матче со сборной Кот-д’Ивуара.
24 декабря 2014 года полузащитник был включён в предварительный состав сборной для участия в Кубке африканских наций 2015. 7 января 2015 года Сауту попал в окончательную заявку на турнир. В Экваториальной Гвинее Спенсер не принял участие ни в одном из матчей группового этапа.
| Матчи Спенсера Сауту за сборную Замбии |                 |                                       |             |      |      |                                                    |
| №                                      | Дата            | Место проведения                      | Соперник    | Счёт | Голы | Соревнование                                       |
| -------------------------------------- | --------------- | ------------------------------------- | ----------- | ---- | ---- | -------------------------------------------------- |
| 1                                      | 25 октября 2014 | Херос Нэшнал Стэдиум , Лусака, Замбия | Кот-д’Ивуар | 1:1  | —    | Товарищеский матч                                  |
| 2                                      | 4 января 2015   | Стадион Орландо, Соуэто, ЮАР          | ЮАР         | 0:1  | —    | Товарищеский матч                                  |
| 3                                      | 17 октября 2015 | Стадион Леви Мванаваса, Ндола, Замбия | Мозамбик    | 3:0  | 1    | Чемпионат африканских наций 2016 (квалификация)    |
| 4                                      | 25 октября 2015 | Эштадиу да Машава, Матола, Мозамбик   | Мозамбик    | 1:1  | —    | Чемпионат африканских наций 2016 (квалификация)    |
| 5                                      | 11 ноября 2015  | Стадион Карима, Карима, Судан         | Судан       | 1:0  | —    | Чемпионат мира по футболу 2018 (отборочный турнир) |
| 6                                      | 15 ноября 2015  | Стадион Леви Мванаваса, Ндола, Замбия | Судан       | 2:0  | —    | Чемпионат мира по футболу 2018 (отборочный турнир) |

Итого: 6 матчей / 1 гол; 3 победы, 2 ничьих, 1 поражение.